# Khalil Mack
Khalil Mack (nacido el 22 de febrero de 1991) es un jugador profesional de fútbol americano estadounidense que juega en la posición de defensive end/outside linebacker y actualmente milita en Los Angeles Chargers de la National Football League (NFL).

## Biografía
Mack asistió a Fort Pierce Central High School en Fort Pierce, Florida. Allí empezó jugando al baloncesto, pero una lesión en el tendón de la rótula lo aparto del deporte. Fue entonces cuando, el entrenador de fútbol americano Waides Ashmon, lo llamara para jugar en el equipo afirmándole a los padres de Mack que le conseguiría una beca.
En su año sénior, Mack logró 140 tacleadas y nueve capturas de mariscal (sacks). Fue nombrado Tercer Equipo All-State en Florida, y Primer Equipo All-Area. Tras esto, Mack recibió una beca para la Universidad de Búfalo.

## Carrera

### Oakland Raiders
Mack fue seleccionado por los Oakland Raiders en la primera ronda (puesto 5) del draft de 2014. Tuvo que cambiar el número que usó durante su carrera colegial, el 46, al 52, debido a las reglas de la NFL. En marzo de 2015, la NFL modificó las reglas para que los linebackers pudieran llevar los números del 40 al 49. Esto hizo que Mack se replanteara volver a utilizar el 46, pero finalmente se quedó con el 52.
En 2015, Mack consiguió su mejor temporada hasta la fecha, en la que logró 15 capturas y fue nombrado Pro Bowl y Primer Equipo All-Pro, convirtiéndose así en el primer jugador en entrar en el Primer Equipo All-Pro en dos posiciones diferentes.
En 2016 consiguió 11 capturas, forzó cinco balones y una intercepción para anotación, lo que le valió el premio al Jugador Defensivo del Año.
El 6 de abril de 2020, Mack fue anunciado como uno de los seis linebackers del equipo All-Decade de la década de 2010-2019, junto a Chandler Jones, Luke Kuechly, Von Miller, Bobby Wagner y Patrick Willis.
En 2020, Mack fue seleccionado a su sexto Pro Bowl consecutivo luego de registrar 50 tacleadas, nueve capturas, tres balones sueltos forzados y un safety. El 8 de enero de 2021, fue nombrado al segundo equipo All-Pro.

## Estadísticas generales
|  | Seleccionado al Pro Bowl                    |
|  | Seleccionado como Jugador Defensivo del Año |

| Año   | Equipo | Juegos | Juegos | Tacleadas | Tacleadas | Tacleadas | Tacleadas | Tacleadas | Intercepciones | Intercepciones | Intercepciones | Intercepciones | Intercepciones | Intercepciones | Balones sueltos | Balones sueltos | Balones sueltos | Balones sueltos |
| Año   | Equipo | G      | GS     | Comb      | Total     | Ast       | Sack      | SFTY      | PDef           | Int            | Yds            | Avg            | Lng            | TDs            | FF              | FR              | Yds             | TD              |
| ----- | ------ | ------ | ------ | --------- | --------- | --------- | --------- | --------- | -------------- | -------------- | -------------- | -------------- | -------------- | -------------- | --------------- | --------------- | --------------- | --------------- |
| 2014  | OAK    | 16     | 16     | 76        | 59        | 17        | 4.0       | --        | 3              | --             | --             | --             | --             | --             | 1               | 0               | --              | --              |
| 2015  | OAK    | 16     | 16     | 77        | 57        | 20        | 15.0      | --        | 2              | --             | --             | --             | --             | --             | 2               | 0               | --              | --              |
| 2016  | OAK    | 16     | 16     | 73        | 54        | 19        | 11.0      | --        | 3              | 1              | 6              | 6              | 6              | 1              | 5               | 3               | 1               | 0               |
| 2017  | OAK    | 16     | 16     | 78        | 61        | 17        | 10.5      | --        | 3              | --             | --             | --             | --             | --             | 1               | 1               | 0               | 0               |
| 2018  | CHI    | 14     | 13     | 47        | 37        | 10        | 12.5      | --        | 4              | 1              | 27             | 27             | 27             | 1              | 6               | 2               | 0               | 0               |
| 2019  | CHI    | 16     | 16     | 47        | 40        | 7         | 8.5       | --        | 4              | --             | --             | --             | --             | --             | 5               | 1               | 0               | 0               |
| 2020  | CHI    | 16     | 16     | 50        | 29        | 21        | 9.0       | 1         | 3              | 1              | 33             | 33.0           | 33             | 0              | 3               | 2               | 0               | 0               |
| Total | Total  | 110    | 109    | 448       | 332       | 110       | 70.5      | 1         | 22             | 3              | 66             | 22.0           | 33             | 2              | 23              | 9               | 1               | 0               |

Fuente: Pro-Football-Reference.com

## Vida personal
Mack aprendió a tocar la guitarra en su primer año en la Universidad de Búfalo y le gusta cantar y escribir música. Es fan de la música de Tim McGraw y John Mayer.
Mack es cristiano y pasó gran parte de su infancia en una iglesia donde su padre era diácono. A Mack también le gusta pasar tiempo con sus sobrinas, Maayana y Ma'kiyah, y dice que su película favorita es Mary Poppins.